# Albertus Lambertus Hattingh
Albertus Lambertus Hattingh (* 20. August 1925 in Hofmeyr, Ostkap; † ) war ein südafrikanischer Botschafter.

## Leben
Albertus Lambertus Hattingh war der Sohn von Christiaan Hattingh. Er heiratete am 13. Dezember 1952 Gloria Mary Spurgeon (†). Sie hatten drei Töchter und einen Sohn. Er heiratete am 27. September 1986 Jopic Houze Odcndaal.
Er besuchte die Bloemfontein High School und studierte an der Universität des Freistaates. Er trat 1947 in den auswärtigen Dienst. Von 1952 bis 1957 war er in Kairo beschäftigt. Von 1957 bis 1962 wurde er im Außenministerium in Pretoria beschäftigt. Von 1962 bis 1967 war er als Gesandtschaftssekretär beim UN-Hauptquartier beschäftigt. Von 1967 bis 1970 war er Generalkonsul in Beirut. Von 1970 bis 1973 leitete er die Abteilung Vereinte Nationen im Außenministerium in Pretoria. Von 1974 bis 17. März 1978 war er Gesandter in Paris. Von 17. März 1978 bis 1981 war er Botschafter in Madrid. 1982 leitet er die Abteilung Paris im Außenministerium in Pretoria. 1984 leitete er die Abteilung Amerika im Außenministerium in Pretoria. Mit einem Großkreuz wurde er in den Orden de Isabel la Católica aufgenommen.